# ديورون
ديورون (3-(3،4-ثنائي كلورو فينيل)-1،1-ثنائي ميثيل يوريا) هو مبيد طحالب ومبيد أعشاب من فئة أريلوريا الذي يثبط التمثيل الضوئي. تم تقديمه بواسطة باير في عام 1954 تحت الاسم التجاري ديورون.

## تاريخ
في عام 1952، حصل الكيميائيون في شركة دو بونت دي نيمور وشركاه على براءة اختراع لسلسلة من مشتقات أريل اليوريا كمبيدات أعشاب. تم تسويق العديد من المركبات التي تغطيها هذه البراءة كمبيدات أعشاب: مونورون (4-كلوروفنيل)، كلورتولون (3-كلورو-4-ميثيل فينيل) و ديورون، مثال (3،4-ثنائي كلورو فينيل).
بعد ذلك، وصل أكثر من ثلاثين من نظائر اليوريا ذات الصلة بنفس آلية العمل إلى السوق في جميع أنحاء العالم.

## تركيب
كما هو موصوف في براءة اختراع دو بونت، فإن المادة الأولية عبارة عن أريل أمين بديل، أنيلين، يتم معالجته بالفوسجين لتكوين مشتق الأيزوسيانات. يتفاعل هذا لاحقًا مع ثنائي ميثيل أمين لإعطاء المنتج النهائي.
Aryl-NH2 + COCl2 → Aryl-NCO
Aryl-NCO + NH(CH3)2 → Aryl-NHCON(CH3)2

## بسم الله الرحمن الرحيم
المقدمة:
الديورون هو مصطلح يشير إلى مركب كيميائي له أهمية كبيرة في مجال الكيمياء والصناعة. هذا المركب له تطبيقات متعددة ومتنوعة، وقد لعب دورًا حيويًا في تطور العديد من المجالات العلمية والتكنولوجية. في هذه المقالة، سنستكشف بالتفصيل ماهية الديورون، وخصائصه الكيميائية، وتطبيقاته المختلفة، وأهميته في الحياة اليومية والصناعة.
الخصائص الكيميائية للديورون:
الديورون هو مركب عضوي له الصيغة الكيميائية CH₄N₂O. وهو عبارة عن بلورات بيضاء اللون، لها رائحة خفيفة وطعم مر. يتميز الديورون بذوبانيته العالية في الماء والكحول، ويتحلل عند تعرضه لدرجات الحرارة المرتفعة. كما أنه مركب قابل للاشتعال، ويجب التعامل معه بحذر شديد.
من الناحية الكيميائية، يتكون الديورون من ذرة كربون مرتبطة بذرتي نيتروجين وذرة أكسجين. هذا التركيب الجزيئي يمنح الديورون خصائص فريدة وتميزه عن غيره من المركبات العضوية. وتلعب هذه الخصائص دورًا محوريًا في تطبيقات الديورون المختلفة.
تطبيقات الديورون:
يُستخدم الديورون على نطاق واسع في العديد من المجالات الصناعية والتطبيقية. من أهم استخداماته:
1. الزراعة والأسمدة: يُعد الديورون من أهم المركبات المستخدمة في صناعة الأسمدة النيتروجينية. حيث يُضاف إلى التربة لتحسين خصوبتها وزيادة إنتاجية المحاصيل الزراعية.
2. الصناعات الكيميائية: يُستخدم الديورون كمادة خام في إنتاج العديد من المنتجات الكيميائية، مثل الراتنجات والبلاستيك والمذيبات.
3. الطب والصيدلة: يُستخدم الديورون في بعض الأدوية والمستحضرات الطبية، كمادة فعالة أو كمساعد في التصنيع.
4. التصوير الفوتوغرافي: يُستخدم الديورون في صناعة بعض المواد الكيميائية المستخدمة في التصوير الفوتوغرافي.
5. الصناعات الأخرى: يُستخدم الديورون في صناعة المنظفات والمبيدات الحشرية، وكذلك في بعض الصناعات الخاصة كالإلكترونيات والطلاءات.
أهمية الديورون في الحياة اليومية والصناعة:
يُعد الديورون مركبًا حيويًا ذا أهمية كبيرة في العديد من جوانب الحياة اليومية والصناعة. فهو يلعب دورًا أساسيًا في تحسين إنتاجية المحاصيل الزراعية وزيادة خصوبة التربة، مما ينعكس بشكل إيجابي على توفير الغذاء للسكان. كما أنه يُستخدم في صناعة منتجات كيميائية متنوعة، مما يسهم في تطوير العديد من الصناعات والتكنولوجيات الحديثة.
علاوة على ذلك، يُعد الديورون مركبًا آمنًا وغير سام عند استخدامه بالطريقة الصحيحة، مما يجعله خيارًا مفضلاً في العديد من التطبيقات الصناعية والطبية. ومع التطور المستمر في مجال الكيمياء والتكنولوجيا، من المتوقع أن تزداد أهمية الديورون وتطبيقاته في المستقبل.
الخاتمة:
في خلاصة هذه المقالة، يتضح أن الديورون هو مركب كيميائي ذو أهمية كبيرة في العديد من المجالات. فهو يتميز بخصائص كيميائية فريدة، مما يجعله ذا تطبيقات متنوعة في الزراعة والصناعات الكيميائية والطبية وغيرها. ويُعد الديورون أحد المركبات الأساسية في تطوير العديد من التقنيات والتكنولوجيات الحديثة. ومع استمرار البحث والتطوير في هذا المجال، من المتوقع أن تزداد أهمية الديورون وتطبيقاته في المستقبل.هو مثبط محدد وحساس للغاية لعملية التمثيل الضوئي. إنه يمنع موقع ربط تصفية كامل الجسم كينون صانعي للنظام الضوئي الثاني، مما يمنع تدفق الإلكترون من النظام الضوئي الثاني إلى  الكينون الصانعي. يقطع هذا سلسلة نقل الإلكترون في عملية التمثيل الضوئي وبالتالي يقلل من قدرة النبات على تحويل الطاقة الضوئية إلى طاقة كيميائية (أدينوسين ثلاثي الفوسفات وإمكانات الاختزال).
يعمل الديورون فقط على منع تدفق الإلكترون من النظام الضوئي الثاني، وليس له أي تأثير على النظام الضوئي الأول أو التفاعلات الأخرى في عملية التمثيل الضوئي، مثل امتصاص الضوء أو تثبيت الكربون في دورة كالفن.[بحاجة لمصدر]
ومع ذلك، نظرًا لأنه يمنع الإلكترونات الناتجة عن أكسدة الماء في النظام الضوئي الثاني من الدخول إلى تجمع البلاستوكينون، يتم إيقاف عملية التمثيل الضوئي «الخطي» بشكل فعال، حيث لا توجد إلكترونات متاحة للخروج من دورة تدفق الإلكترون في التمثيل الضوئي لتقليل NADP + إلى NADPH. في الواقع، وجد أن الديورون لا يثبط مسار التمثيل الضوئي الدوري فحسب، بل يحفزه بالفعل في ظل ظروف معينة.
بسبب هذه التأثيرات، غالبًا ما يستخدم الديورون لدراسة تدفق الطاقة في عملية التمثيل الضوئي.

## تسمم
تم وصف الديورون على أنه مادة مسرطنة معروفة/محتملة للإنسان بناءً على التجارب على الحيوانات.